# Palpita inusitata
Palpita inusitata is een vlinder uit de familie van de grasmotten (Crambidae), uit de onderfamilie van de Spilomelinae. De wetenschappelijke naam van deze soort is voor het eerst voorgesteld als Margaronia inusitata door Arthur Gardiner Butler in een publicatie uit 1879.
De soort komt voor in Japan.